# Huntsville, Texas
Huntsville är en stad i den amerikanska delstaten Texas med en yta av 80,9 km² och en folkmängd som uppgår till 35 078 invånare (2000). Huntsville är administrativ huvudort i Walker County och säte för Sam Houston State University. Texas Department of Criminal Justice som ansvarar för delstatens fängelsesystem har sitt högkvarter i Huntsville. Ortens smeknamn Home of Sam Houston kommer från det att Sam Houstons sista hem var Steamboat House i Huntsville. Där dog han och hans gravplats är på stadens Oakwood Cemetery. En 20 meter hög staty av Houston är en av stadens sevärdheter. En annan är den elektriska stolen Old Sparky som finns till beskådande på Texas Fängelsemuseum. I den stolen avrättades 361 fångar.
Merle Haggards låt Huntsville från albumet Someday We'll Look Back (1971) handlar om stadens berömda fängelse.

## Kända personer födda i Huntsville
- Robert A. Lovett, affärsman, USA:s försvarsminister 1951-1953